# Poststraßenbahn Hamburg

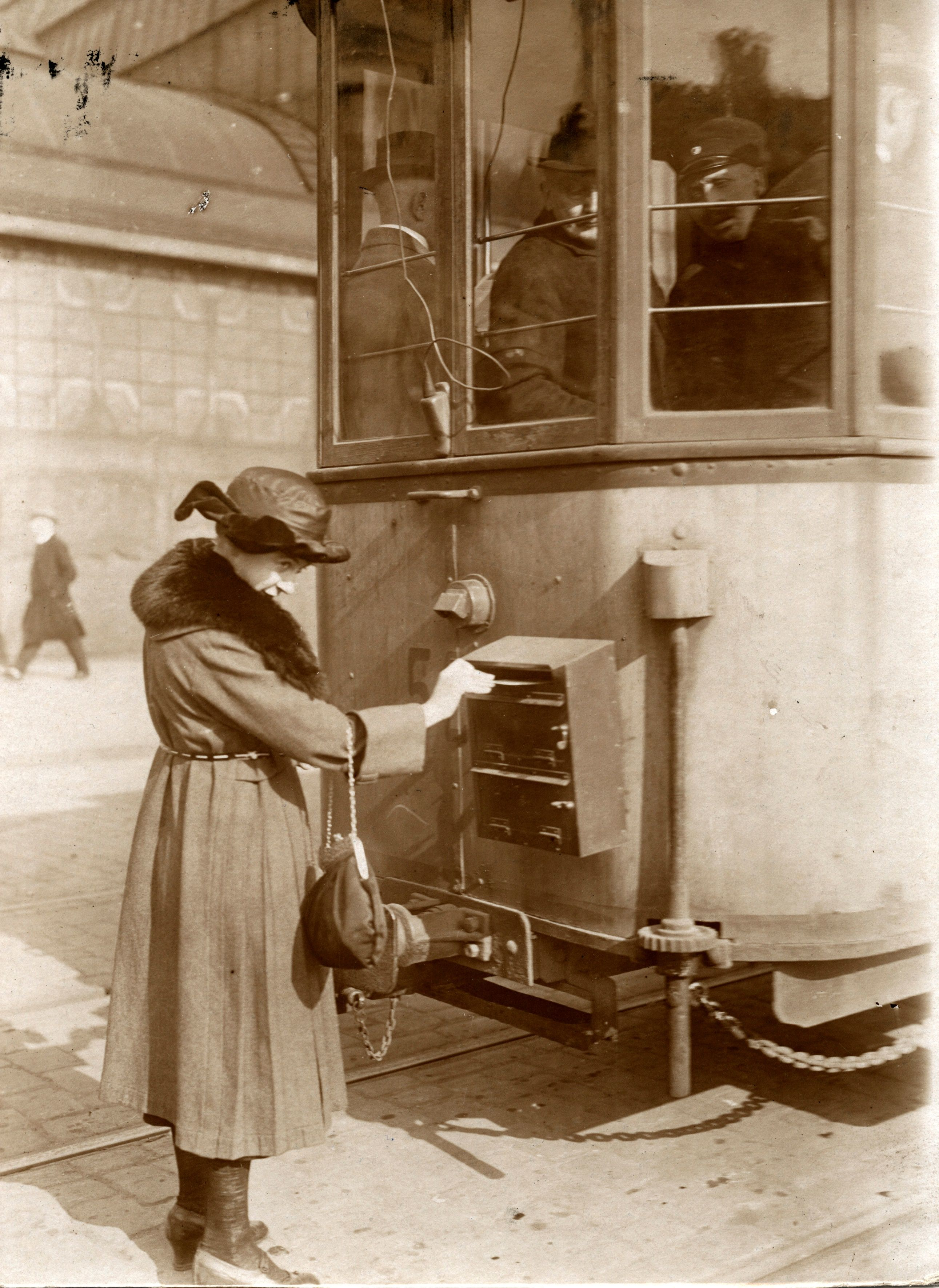
Eine Passantin benutzt einen Rollenden Briefkasten, 1920er Jahre

Die Poststraßenbahn Hamburg war eine Einrichtung, bei der Postsendungen mit der Hamburger Straßenbahn befördert wurden.
Als Vorbild für die Hamburger Einrichtung der Straßenbahnbriefkasten diente Belgien.

## Geschichte
Ab dem 1. September 1920 wurden spezielle Straßenbahnbriefkasten am Heck bestimmter Straßenbahnwagen eingehängt. An der Einrichtung nahmen alle Verkehrsanstalten in Hamburg, Altona und Wandsbek (ausgenommen die Rohrpostämter) teil, in deren Nähe eine mit Briefkasten ausgerüstete Straßenbahnlinie vorbeifuhr. Die Briefkasten hingen an der hinteren Seite des Straßenbahnwagens (bei Straßenbahnzügen an der hinteren Seite des letzten Wagens). Sie waren zweiteilig. Der obere mit Einwurfschlitz versehene Teil dient zur Aufnahme der von den Postbenutzern aufgelieferten Briefe, der untere Teil zum Austausch der gewöhnlichen und eingeschriebenen Eilbriefe zwischen den Postämtern.
Der Verkehr wickelt sich in zwei Richtungen ab:
- Die Postämter erhielten die von ihnen zuzustellenden Eilbriefe durch die Briefkasten mit bestimmten Linien (Kurslinien) in Abständen von ein bis zwei Stunden und senden die bei ihnen eingelieferten Eilbriefe ebenfalls durch die Briefkasten ab, jedoch nicht alle ein bis zwei Stunden, sondern in möglichst kurzen Fristen. Sie unterhielten zu diesem Zweck einen Pendelverkehr durch Boten nach der Straßenbahnhaltestelle. Diese Boten leerten auch den unteren Teil des Briefkastens ihrer Kurslinie.
- Die Postbenutzer konnten gewöhnliche Eilbriefsendungen und sonstige gewöhnliche Briefsendungen durch den Briefkasten aufliefern. Eine Sondergebühr wird nur für die gewöhnlichen Briefsendungen erhoben; sie betrug 5 Pfennige. Die Gebühren waren durch Freimarken auf den Briefen zu verrechnen.

Der Mittelpunkt dieses Briefkastenverkehrs stellte das Postamt 1 (PA1) am Hauptbahnhof in Hamburg dar. Nur die Straßenbahnlinien, die den Hauptbahnhof berührten, führten einen Briefkasten. An den Knotenpunkten des Straßenbahnverkehrs waren sogenannte Dauerposten aufgestellt, die sämtliche Straßenbahnbriefkasten zu leeren hatten. Insgesamt waren dies 20 Routen. Die vorgefundenen Sendungen wurden durch Läufer abgeholt, die alle zehn Minuten zwischen den Dauerposten und dem PA1 verkehrten. Die Läufer überbrachten gleichzeitig die den Postämtern durch die Briefkasten zuzuführenden Eilbriefpakete. Zum Austausch solcher Eilbriefe, die wegen ihres Umfangs nicht in die Straßenbahnbriefkasten gelegt werden können, dienten Schloßbeutel, das waren 40 × 50 cm große Segeltuchsäcke mit Lederhalsband, Sicherheitsschnappschloss und Bezeichnungsschild aus Eisenblech. Sie wurden dem Straßenbahnführer übergeben, der sie dem Pendelboten des Postamtes aushändigt, für die sie bestimmt waren.
Die Hamburger Straßenbahn erhielt für jeden im Betrieb befindlichen Briefkasten (etwa 250) eine Vergütung von 1 ℛℳ monatlich (Stand: 1927). Laut dem Handwörterbuch des Postwesens (1. Auflage) hatte sich die Einrichtung bewährt und sehr rege genutzt. Die Post entschloss sich, auch normale Briefe und Karten auf diesem Weg zu befördern. Dafür wurde ein Zuschlag erhoben. Es wurde um 1927 täglich etwa 2000 Eilbriefe, 2000 gewöhnliche Briefe gegen Sondergebühr und 900 Telegramme von Postbenutzern durch die Briefkasten aufgeliefert und 1000 Eilbriefe zwischen den Postämtern ausgetauscht.
Kriegsbedingt wurde die Straßenbahnbeförderung spätestens Ende Juli 1943, nach Beginn der Operation Gomorrha, eingestellt. Nach dem Krieg wurde der Betrieb ab 1949 wieder aufgenommen. Die vor dem Krieg erhobene Zuschlagsgebühr und der entsprechende Stempel entfielen. Der Straßenbahnbriefkasten hatte eine rechteckige Form mit Vorderklappe. Auf der Klappe befand sich nach 1949 das Schriftband BUNDESPOST, darunter das Leerungsschild „Leerung am Hauptbahnhof werktags von 18 bis 23 Uhr“.
Für den Austausch von Eilbriefen zwischen den verschiedenen Ämtern wurde es zu Zeiten der Bundespost nicht mehr benutzt, da es nicht mehr lohnend war. Auch der große Personalaufwand und die Vergütung, die an das Straßenbahnunternehmen gezahlt werden musste, standen nicht mehr im Verhältnis zueinander. Anfang der 1950er Jahre waren es noch rund 4000 Sendungen täglich. Es kam hinzu, dass die Aufnahmefähigkeit der Kästen die Einlieferung von zahlreichen und großen Sendungen nicht gestattete und dass die Einlieferer sie nur benutzen konnten, wenn sie den Fahrdamm oder die Gleisanlagen betreten, was oft nicht ungefährlich war. Zum 1. April 1958 wurde der Service aufgegeben.

## Postalische Besonderheiten

Stempel der Hamburger Straßenbahnpost, rechts, auf der Rückseite eines Auslands-Eil-Luftpost-Einschreibbriefes vom 30. Januar 1942 ab Oslo nach Hamburg, Ankunft: 3. Februar 1942

Nur in Hamburg gab es einen besonderen Hinweis, einen Stempel, dass eine Postsendung mit der Straßenbahn befördert wurde.